# Грачёвский район (Оренбургская область)
Грачёвский район — административно-территориальная единица (район) и муниципальное образование (муниципальный район) в Оренбургской области России.
Административный центр — село Грачёвка.

## География
Район расположен на севере Общего Сырта и охватывает верхнюю часть бассейна реки Боровка и долину реки Ток в среднем течении. Площадь территории — 1,7 тыс. км².
Граничит с Бузулукским, Асекеевским, Матвеевским, Красногвардейским и Сорочинским районами области.

## История
Район образован 14 июня 1928 года.

## Население
| 2002    | 2003    | 2004    | 2009    | 2010    | 2012    | 2013    | 2014    | 2015    |
| ------- | ------- | ------- | ------- | ------- | ------- | ------- | ------- | ------- |
| 16 198  | ↗16 200 | ↘16 000 | ↘14 699 | ↘13 495 | ↘13 208 | ↘12 997 | ↘12 654 | ↘12 421 |
| 2016    | 2017    | 2018    | 2019    | 2020    | 2021    |         |         |         |
| ↘12 172 | ↘11 923 | ↘11 624 | ↘11 372 | ↘11 181 | ↘11 150 |         |         |         |

### Национальный состав
Большинство жителей района русские — 80 %, чуваши — 8,9 %, украинцы — 2,8 %, мордва — 2 %, казахи −1,8 % и другие национальности.

## Территориальное устройство
Грачёвский район как административно-территориальная единица области включает 12 сельсоветов. В рамках организации местного самоуправления, Грачёвский муниципальный район включает соответственно 12 муниципальных образований со статусом сельских поселений (сельсоветов):
| №  | Муниципальное образование    | Административный центр | Количество населённых пунктов | Население (чел.) | Площадь (км²) |
| -- | ---------------------------- | ---------------------- | ----------------------------- | ---------------- | ------------- |
| 1  | Александровский сельсовет    | село Александровка     | 3                             | ↘451             | 199,60        |
| 2  | Верхнеигнашкинский сельсовет | село Верхнеигнашкино   | 2                             | ↘435             | 130,97        |
| 3  | Грачёвский сельсовет         | село Грачёвка          | 2                             | ↘5307            | 99,36         |
| 4  | Ероховский сельсовет         | село Ероховка          | 1                             | ↘465             | 88,29         |
| 5  | Ключевский сельсовет         | село Ключи             | 3                             | ↘486             | 121,66        |
| 6  | Новоникольский сельсовет     | село Новоникольское    | 3                             | ↘472             | 161,76        |
| 7  | Петрохерсонецкий сельсовет   | село Петрохерсонец     | 6                             | ↘955             | 223,16        |
| 8  | Побединский сельсовет        | посёлок Победа         | 3                             | ↗388             | 107,00        |
| 9  | Подлесный сельсовет          | посёлок Подлесный      | 3                             | ↘234             | 75,51         |
| 10 | Русскоигнашкинский сельсовет | село Русскоигнашкино   | 2                             | ↘579             | 97,88         |
| 11 | Старояшкинский сельсовет     | село Старояшкино       | 3                             | ↘550             | 192,77        |
| 12 | Таллинский сельсовет         | село Таллы             | 3                             | ↘583             | 248,33        |

Законом Оренбургской области 26 июня 2013 года был упразднён Ягодинский сельсовет, населённые пункты которого были включены в Петрохерсонецкий сельсовет.

### Населённые пункты
В в Грачёвском районе 34 населённых пункта.
| №  | Населённый пункт | Тип     | Население | Муниципальное образование    |
| -- | ---------------- | ------- | --------- | ---------------------------- |
| 1  | Абрышкино        | село    | 118       | Русскоигнашкинский сельсовет |
| 2  | Александровка    | село    | 534       | Александровский сельсовет    |
| 3  | Андреевка        | посёлок | 66        | Верхнеигнашкинский сельсовет |
| 4  | Бабинцево        | посёлок | 41        | Подлесный сельсовет          |
| 5  | Будёновка        | посёлок | 89        | Ключевский сельсовет         |
| 6  | Верхнеигнашкино  | село    | 535       | Верхнеигнашкинский сельсовет |
| 7  | Грачёвка         | село    | ↘5580     | Грачёвский сельсовет         |
| 8  | Ероховка         | село    | ↘465      | Ероховский сельсовет         |
| 9  | Ждамировка       | село    | 102       | Петрохерсонецкий сельсовет   |
| 10 | Каликино         | посёлок | 102       | Новоникольский сельсовет     |
| 11 | Каменка          | село    | 15        | Грачёвский сельсовет         |
| 12 | Клинцы           | посёлок | 84        | Побединский сельсовет        |
| 13 | Ключи            | село    | 526       | Ключевский сельсовет         |
| 14 | Комсомольский    | посёлок | 15        | Таллинский сельсовет         |
| 15 | Кузьминовка      | село    | 5         | Старояшкинский сельсовет     |
| 16 | Луговое          | село    | 24        | Петрохерсонецкий сельсовет   |
| 17 | Малояшкино       | село    | 173       | Старояшкинский сельсовет     |
| 18 | Новоалексеевка   | село    | 95        | Петрохерсонецкий сельсовет   |
| 19 | Новоникольское   | село    | 355       | Новоникольский сельсовет     |
| 20 | Петрохерсонец    | село    | 505       | Петрохерсонецкий сельсовет   |
| 21 | Победа           | посёлок | 308       | Побединский сельсовет        |
| 22 | Подлесный        | посёлок | 248       | Подлесный сельсовет          |
| 23 | Покровка         | село    | 203       | Новоникольский сельсовет     |
| 24 | Революционер     | посёлок | 102       | Таллинский сельсовет         |
| 25 | Русскоигнашкино  | село    | 564       | Русскоигнашкинский сельсовет |
| 26 | Саблино          | село    | 59        | Александровский сельсовет    |
| 27 | Старояшкино      | село    | 560       | Старояшкинский сельсовет     |
| 28 | Таллы            | село    | 686       | Таллинский сельсовет         |
| 29 | Урицкое          | село    | 82        | Петрохерсонецкий сельсовет   |
| 30 | Усакла           | посёлок | 63        | Подлесный сельсовет          |
| 31 | Чапаевка         | посёлок | 25        | Ключевский сельсовет         |
| 32 | Ягодное          | село    | 393       | Петрохерсонецкий сельсовет   |
| 33 | Яковлевка        | село    | 72        | Александровский сельсовет    |
| 34 | Якутино          | село    | 93        | Побединский сельсовет        |

Упраздненные населенные пункты
13 ноября 1997 года был упразднен поселок Божедаровка.

## Экономика
Основное направление деятельности Грачёвского района — сельскохозяйственное. Специализация — зерновая (важнейшие культуры — пшеница твердых и мягких сортов, рожь, просо, гречиха) и мясомолочная. В районе проведена реорганизация сельхозпредприятий — в результате созданы крестьянско-фермерские хозяйства. Наращивание производства продукции сельского хозяйства является основной задачей товаропроизводителей района.
В начале 1960-х годов было открыто Покровское месторождение нефти и газа. Это позволило решить проблему газификации сел, вложить значительные средства в развитие медицины, культуры, образования и спорта.

## Транспорт
В районе отсутствуют железные дороги. Ближайшая железнодорожная станция Бузулук располагается в 52 км от Грачёвки, их связывает асфальтированное шоссе. Через Бузулук и Сорочинск осуществляется связь района с областным центром, расстояние до которого 250 км.

## Социальная сфера
В Грачёвском районе работает народный краеведческий музей, музыкальная школа, 17 библиотек, 20 домов культуры, 16 образовательных учреждений. В районе созданы все условия для занятия спортом. Воспитанники детской и юношеской спортивной школы являются призёрами областных и республиканских соревнований. Существует  крытый хоккейный корт в селе Новоникольское.
В районе работает центральная районная больница, 2 врачебные амбулатории, 28 фельдшерско-акушерских пунктов, санаторий-профилакторий «Рябинушка».

## Известные уроженцы
- В с. Верхнеигнашкино родился Иванов-Паймен, Влас Захарович (1907—1973) — чувашский советский писатель, журналист, редактор, переводчик.
- В с. Грачёвка родился Гурий Иванович Марчук (1925—2013) — математик-прикладник, академик Академии наук СССР (1968), президент Академии наук СССР (1986—1991).